# Јован Маринковић Иво
Јован Маринковић Иво (Трибањ, 20. август 1913 — Звечево, 27. октобар 1944) био је учесник Народноослободилачке борбе и народни херој Југославије.

## Биографија
Јован Маринковић рођен је 20. августа 1913. године у подвелебитском селу Трибњу. Одатле се врло рано са родитељима преселио у славонско село Доња Пиштана, на обронцима Папука. Био је запослен као земљорадник и дрвосеча. Учествовао је у штрајку шумарских радника, због чега је отпуштен с посла.
У потрази за зарадом, отишао је са братом Марком и радио као рудар и шумарски радник у Француској и Белгији. Уочи Другог светског рата вратио се у земљу и запослио као лугар.
Након Априлског рата, при повратку кући напали су га припадници „Мачекове заштите”, разоружали, свукли, пребили и отерали у затвор, из кога је убрзо побегао. Отада се клонио родне куће и живео по шумама Папука. Средином јуна 1941. године постао је члан Комунистичке партије Југославије. Нешто касније, усташке власти поручују му да се врати у службу, али им је он одвратио: „Више волим да живим у слободи на Папуку, него да крепам у фашистичком ропству”.
Лета 1941. године, он је међу првима пружио оружани отпор жандарима који су трагали за њим. Октобра 1941. године присуствује у сеоској школи Кокочака формирању једног од првих партизанских одреда Славоније, Папучко-крндијског партизанског одреда. У нападу партизана на општинско средиште Слатински Дреновац 21. новембра 1941. године, успешно руководи једном од две борбене групе, упада у жандармеријску станицу и присиљава посаду на предају. Потом је потрчао ка запаљеној згради општине, пробио се кроз пламен и дим, провалио врата и спасао од сигурне смрти становништво које су затворили усташе.
Децембра 1941. године је поставио заседу усташкој колони код Врховца, први на њу отворио ватру, са шест хитаца убио шест усташа и у јуришу свладао седмог голим рукама. Јануара 1942. године, четници из Босне покушали су да организују своје групице у Славонији. Маринковић се лично обрачунао са вођом четника и спречио њихов покушај да створе базу у Славонији. Сам или са групом партизана, он је, поред многих подвига, напао колону непријатеља и ослободио велику групу сељака које су водили на присилан рад у Немачку. Једном је приликом из усташког логора ослободио жене и децу, међу њима своју мајку и децу, а у другом је препаду растерао петорицу усташа и из заробљеништва ослободио своју жену.
До лета 1942. године, Маринковић је обављао дужност водника, командира чете и команданта батаљона, а августа 1942. године постављен је за заменика команданта, а ускоро и за команданта Другог славонског партизанског одреда, са којим је изводио многе акције, које су додатно утицале на развој Народноослободилачког покрета у Славонији.
У току Четврте непријатељске офанзиве, 11. фебруара 1943. године, постављен је за заменика команданта новоформиране Осамнаесте славонске ударне бригаде. На тој дужности, већ у нападу на Левањску Варош, ноћу са 11. на 12. фебруар, истакао се прикрадајући се непријатељском бункеру под заштитом дима од запаљене сламе, попео се на кров, убациуо неколико бомби и уништио непријатељску посаду.
Крајем јуна 1943. године, његова је бригада у саставу Дванаесте дивизије кренула из Славоније ка Хрватском Загорју ради разгарања Народноослободилачке борбе. На јужним падинама Билогоре, сударила се са деловима немачке 187. дивизије, у борбама их задржала и омогућила главнини Дванаесте дивизије да пређе на Калник. Његова бригада остала је одсечена на Билогори. 6. јула 1943. године, напале су је јаке немачке и усташке снаге. У вишедневним борбама погинуо је командант бригаде Урош Попара. Маринковић је преузео команду, организовао пробој преко комуникација Вировитица-Дарувар, повео борце на јуриш, разбио немачке снаге и личним примером, храброшћу и прецизним наређењима, решио сложену ситуацију. На цести и око ње, остало је много рањених и убијених Немаца, а 21 их је заробљен.
Крајем 1943. године, за време операција у Подравини, Маринковић се нашао са једним батаљоном на затварању комуникације. Изненада је наишла јака колона тенкова и камиона и угрозила положаје батаљона. Он одмах повлачи борце у корито речице, којим прикривено стиже до пута, ручним бомбама и флашама бензина први напада немачку колону, скаче на тенк и уништава га. Неколико камиона и тенкова убрзо су постали пламене буктиње, па се немачка колона повукла. Као командант бригаде и касније командант Источне групе одреда Шестог корпуса НОВЈ, стално се истицао у борбама. У редовима војске и народа Славоније, био је познат као један од најбољих и најхрабријих бораца.
Јован Маринковић погинуо је 27. октобра 1944. године у Звечеву, као потпуковник НОВЈ, на дужности обавештајног официра Шестог корпуса НОВЈ, од експлозије пакета који је непријатељска обавештајна служба упутила на његово име. Његов посмртни пепео разасут је преко славонске земље.
Још за живота, 25. септембра 1944. године, Указом Председништва АВНОЈ-а одликован је Орденом партизанске звезде другог реда. Указом Президијума Народне скупштине Федеративне Народне Републике Југославије, 14. децембра 1949. године, проглашен је за народног хероја.